# Kohlgrund (Dipperz)
Kohlgrund ist ein Ortsteil der Gemeinde Dipperz im osthessischen Landkreis Fulda. Mit rund 70 Einwohnern ist er einer der beiden kleinsten Ortsteile.

## Geographische Lage
Kohlgrund ist als Streusiedlung rund zweieinhalb Kilometer vom Kernort Dipperz entfernt und umfasst südlich davon wenig bewaldete Niederungen der westlichen Rhön. Die Gemarkung erstreckt sich um den Kohlgrundgraben und den Diffenbach sowie um die obere Haune, in die beide einmünden. Die Gemarkungsfläche beträgt 460 Hektar (1961), davon sind 69 Hektar bewaldet.

## Geschichte

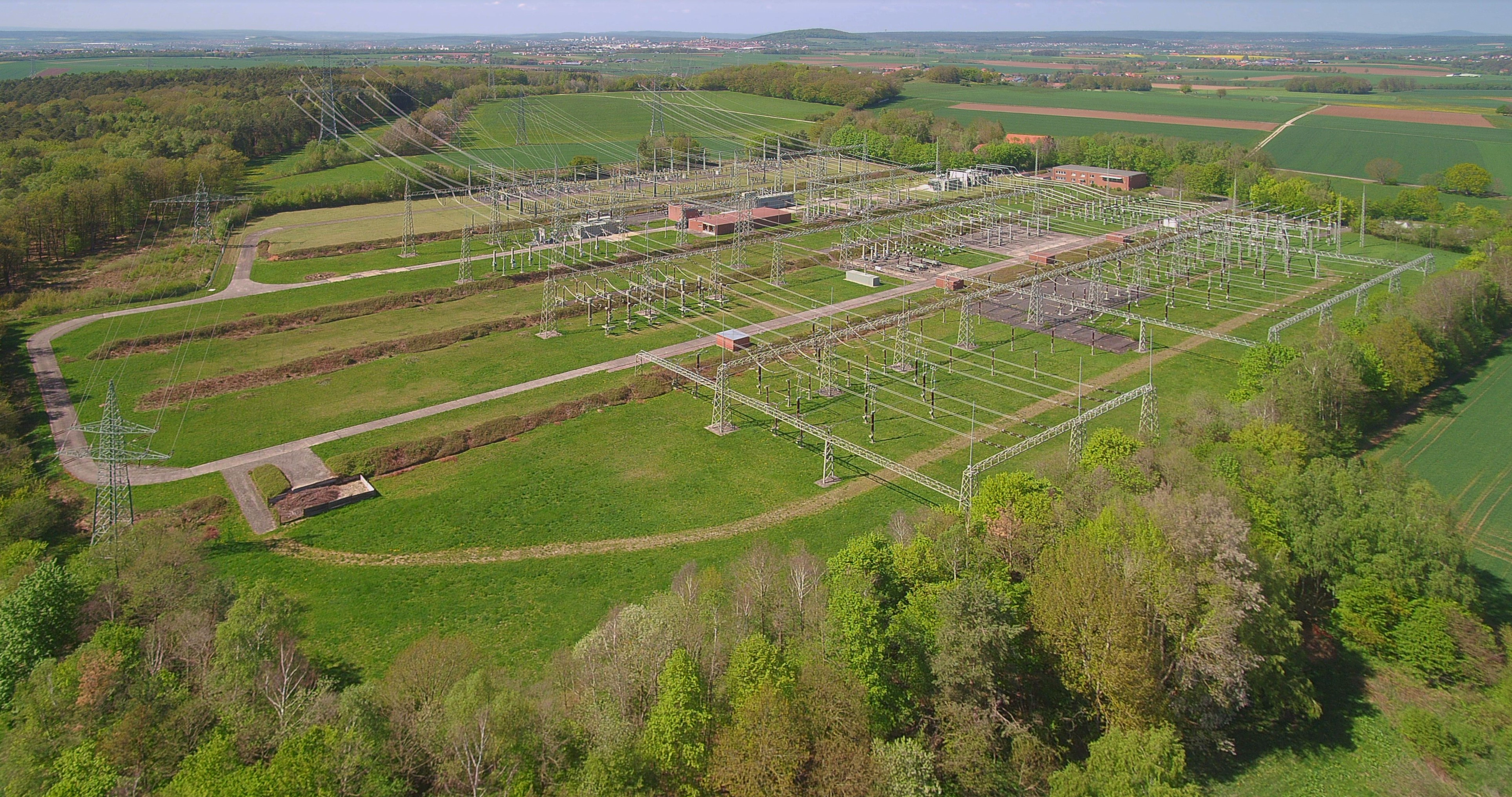
Das Umspannwerk Dipperz liegt im Ortsteil Kohlgrund

Der Name Kohlgrund tritt zuerst 1603 in einem Huldigungsregister des Zentoberamtes Fulda auf. Nach 1811 bestand die Gemeinde aus den verstreut liegenden Höfen Diffenbach, Geiersnest, Hahnerhof, Klübersborn, Kohlgrund, Sandberg, Strauch, Unterdassen und Unterwiegrain.
Im Zuge der Gebietsreform in Hessen verloren letzte kleine Gemeinden wie Kohlgrund Kraft Gesetzes ihre Eigenständigkeit. So wurden mit Wirkung vom 1. August 1972 die Gemeinden Armenhof, Dipperz, Dörmbach, Finkenhain, Friesenhausen, Kohlgrund, Wisselsrod und Wolferts zu einer Gemeinde mit dem Namen Dipperz zusammengeschlossen.

## Verkehr
Durch Kohlgrund führt die Landesstraße 3258, die von Dietershausen über Wisselsrod nach Dipperz führt.